# 韦拉克鲁斯县
韦拉克鲁斯县是东帝汶民主共和国帝力区的一个县， 2004年人口统计是，该县人口为28,178。该县面积32.77平方公里，2010年人口普查时时人口为34015。